# Trypsynogen
Trypsynogen – proenzym wydzielany przez zewnątrzwydzielniczą część trzustki i jako składnik soku trzustkowego transportowany do dwunastnicy, gdzie jest aktywowany przez enteropeptydazę do trypsyny. W patologicznej nieszczelności zwieracza Oddiego aktywacja może nastąpić w świetle przewodów trzustkowych za sprawą trypsyny, enteropeptydazy lub żółci co prowadzić może do zapalenie trzustki.